# Billie & Emma
Billie & Emma es una película dramática filipina de 2018 dirigida y escrita por Samantha Lee y protagonizada por Gabby Padilla, Zar Donato, Beauty González, Cielo Aquino, Dolly de León y Ryle Paolo Santiago. Está ambientada en la década de 1990 y relata la historia de Billie y de Emma, dos chicas adolescentes que inician una relación en contra de sus familias y de la propia sociedad. Este segundo largometraje de Lee obtuvo nominaciones y premios en eventos como los Premios FAMAS, los PMPC Star Awards for Movies y el Inside Out Film and Video Festival.

## Sinopsis
Billie es una joven colegiala que es enviada al pueblo de San Isidro por su padre para que se aleje de la gran ciudad. En la secundaria conoce a Emma y ambas se enamoran. Las cosas se complican aún más cuando Emma descubre que está embarazada de su novio, por lo que debe decidir qué es lo mejor para ambas de allí en adelante.

## Reparto
- Gabby Padilla es Emma
- Zar Donato es Billie
- Beauty González as Amy
- Cielo Aquino es la señora Castro
- Ryle Paolo Santiago es Miguel
- Shiara Joy Dizon es Twinkle
- Dolly de León es la hermana Mary

## Trasfondo
Samantha Lee, guionista, directora y productora de Billie & Emma, declaró que quería dedicarse a hacer películas que su yo más joven «necesitaba ver», ya que había crecido sin ver representación de sí misma como joven queer en los medios de comunicación, y se sentía invisible. Según ella, se aseguró de que esta película hiciera lo que pensaba que nunca ocurriría en su vida: contar con actores queer para interpretar este tipo de roles, y que fueran dirigidos por alguien perteneciente al colectivo. Lee también cuenta que el desencadenante de la escritura del guion fue una serie de tuits contra el colectivo LGBT, especialmente en torno a la legislación sobre el matrimonio entre personas del mismo sexo en Taiwán. Esta situación le hizo plantearse distintas variantes de lo que podría ser una familia, y si una adolescente podría ejercer el rol de un padre.
De acuerdo con el portal del festival de cine internacional QCinema, «Samantha Lee es una cineasta que persigue una mejor representación de la mujer y de la comunidad LGBTQ+ en la escena del cine local». En su largometraje debut, Baka Bukas (2016), Lee ya había abordado la historia de dos mujeres que empiezan una relación sentimental desafiando los estereotipos.

## Recepción
En la reseña del canal de noticias filipino ABS-CBN, el crítico Andrew Paredes se mostró «satisfecho» de que en las películas «las personas LGBTQ se sientan cada vez menos arrepentidas de existir». Apreció la forma en que Lee consigue incluir mundos dentro de otros mundos en este escenario aparentemente limitado de la escuela de un pequeño pueblo, pero también encontró difícil de digerir el desarrollo de algunos personajes.
El crítico Matthew Escosia ponderó la dulzura con la que se trata el desarrollo de la relación de los personajes centrales, y encontró la película carismática. Preview Magazine enumeró cinco razones para ver Billie & Emma, entre ellas que la película es algo más que una historia de madurez LGBT, sino que también trata otros temas de la adolescencia, como el embarazo no deseado y la agencia personal; el crítico encontró el filme desenfadado y lo elogió por contar con actrices homosexuales para otorgar una representación más fiel. Para Jennie Kermode del portal Eye for Film es «engañosamente inteligente, divertida, perspicaz y un placer para la vista».

## Premios y nominaciones
| Año  | Galardón                 | Categoría                                              | Nomiado       | Resultado |
| ---- | ------------------------ | ------------------------------------------------------ | ------------- | --------- |
| 2019 | Premios FAMAS            | Mejor actriz de reparto                                | Cielo Aquino  | Nominada  |
| 2019 | Premios FAMAS            | Mejor actriz principal                                 | Gabby Padilla | Nominada  |
| 2019 | PMPC Star Awards         | Mejor nueva actriz del año                             | Gabby Padilla | Nominada  |
| 2019 | Inside Out Film Festival | Premio de la audiencia al mejor largometraje narrativo | Billie & Emma | Ganadora  |